# Capdenac-Gare
Capdenac-Gare là một xã ở tỉnh Aveyron, thuộc vùng Occitanie ở miền nam nước Pháp.